# 蒸發皿

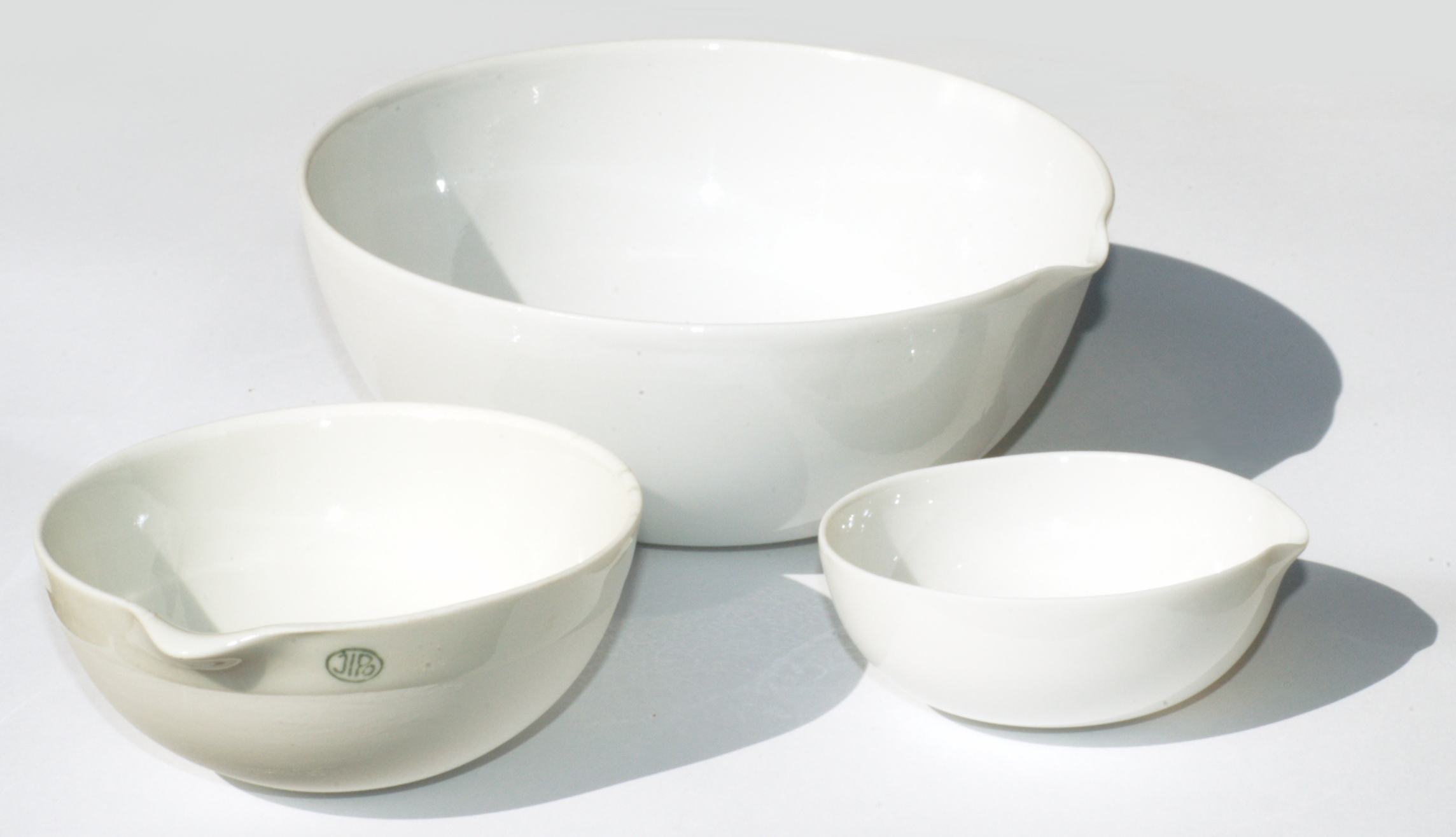

蒸發皿（Evaporating Dishes）為實驗室中常用的器皿，多以化學陶瓷為材質，也有以鉑、石墨、碳化矽為材質。其用於將水溶液蒸發、使鹽類析出、再結晶等。為可直接加熱之器皿。

## 注意事項
1. 氫氧化鈉溶液不宜使用瓷蒸發皿，因為在加熱過程中會促使氫氧化鈉對氧化鋁的腐蝕生鏽。
2. 加熱蒸發皿時必須使用陶瓷纖維網、加熱板、電磁攪拌加熱器或均勻的文火，加熱不勻、冷卻太快皆有使其爆裂的可能性。